# Volxemia seabrai
Volxemia seabrai là một loài bọ cánh cứng trong họ Cerambycidae.